# Rånäsberget
Rånäsberget är en småort i Norrbärke socken i Smedjebackens kommun i Dalarnas län.